# Abbadia San Salvatore
Abbadia San Salvatore là một đô thị ở tỉnh Siena trong vùng Toscana của Italia, có cự ly khoảng 110 km về phía đông nam của Florence và khoảng 60 km về phía đông nam của Siena, trong vùng Monte Amiata.
Abbadia San Salvatore giáp các đô thị: Castel del Piano, Castiglione d'Orcia, Piancastagnaio, Radicofani, San Casciano dei Bagni, Santa Fiora, Seggiano.